# Tenoria coriacea
Tenoria coriacea är en flockblommig växtart som beskrevs av Spreng.. Tenoria coriacea ingår i släktet Tenoria och familjen flockblommiga växter. Inga underarter finns listade i Catalogue of Life.